# Peponopsis
Peponopsis es un género con una especie, Peponopsis adhaerens Naudin, de plantas con flores de la familia Cucurbitaceae. 